# Lương Viên
Lương Viên (tiếng Trung: 梁园区; bính âm: Liángyuán Qū) là một khu thuộc địa cấp thị Thương Khâu, tỉnh Hà Nam, Trung Quốc. Cái tên Lương Viên xuất phát từ tên của Lương vương Lưu Vũ, ông đã cho xây dựng khu vườn từ năm 154 TCN tập trung tại Thương Khâu ngày nay. Hiện Lương Yên là trung tâm hành chính của Thương Khâu.

### Nhai đạo
| - Tiền Tiến (前进街道) - Trường Chinh (长征街道) - Bát Bát (8/8) (八八街道) - Đông Cương (东风街道) - Trung Châu (中州街道) | - Bạch Vân (白云街道) - Bình Nguyên (平原街道) - Kiến Thiết (建设街道) - Bình Đài (平台街道) - Bình An (平安街道) |

### Trấn
- Tạ Tập (谢集镇)
- Song Bát (双八镇)
- Trương Các (张阁镇)

### Hương
| - Chu Tập (周集乡) - Thủy Trì Phố (水池铺乡) - Quan Đường (观堂乡) - Vương Lâu (王楼乡) | - Lý Trang (李庄乡) - Tông Phúc Tập (孙福集乡) - Lưu Khẩu (刘口乡) |